# Ira May
Ira May (* 24. September 1987; bürgerlich Iris Bösiger) ist eine Schweizer Soulsängerin. Sie steht bei Universal Music Schweiz unter Vertrag. Mit ihrem ersten Album The Spell konnte sie sich auf Platz 1 der Schweizer Hitparade klassieren.

## Biografie
Ira May wuchs in der Nähe von Basel auf und kam dort schon früh mit verschiedenen Musikgenres in Berührung. Im Alter von acht Jahren begann sie mit Klavierunterricht, etwas später kam klassischer Gesang hinzu.
Sie tat unter anderem gemeinsam mit den Schweizer Sängern Baschi und Sarah-Jane im Schulchor in Gelterkinden mit. 2002 nahm sie an der Schweizer Castingshow MusicStar teil. Mit 19 Jahren begann sie eine Ausbildung in klassischem Gesang an der Basler Musikakademie, wechselte nach zwei Jahren jedoch in die Jazzschule. Währenddessen schrieb sie an eigenen Songs und trat auf ersten Konzerten auf, dies in unterschiedlichen Bands. Dazu machte sie eine Lehre als Detailhandelsfachfrau in einem Basler Musikfachgeschäft. 
Im Jahr 2012 wirkte Ira May am von Rapper Black Tiger initiierten Basler Rap-Projekt 1 City 1 Song mit und sang dort die letzte Strophe des Liedes, wodurch der SRF-Black-Music-Redaktor Sascha Rossier auf sie aufmerksam wurde. In der Zwischenzeit wurde sie vom deutschen Produzenten Shuko kontaktiert, der sie in sein Studio einlud, um dort ihre Songs auszufeilen und so ihr erstes Studioalbum zu produzieren. Im Sommer 2013 wurde die erste Single Let You Go auf dem Schweizer Radiosender SRF 3 erstmals ausgestrahlt. Der dazu gehörige Clip entstand in London und Brighton. Die Single konnte sich für eine Woche in den Schweizer Single-Charts klassieren.
Am 24. Januar 2014 veröffentlichte Ira May ihr erstes Studioalbum The Spell via Peripherique Records, das sich sogleich auf Platz eins der Schweizer Hitparade platzieren konnte. Als einziger Gastmusiker war der Brite Ty vertreten. Das Jahr 2014 stand im Zeichen zahlreicher Auftritte an Festivals und Open Airs sowie in diversen Clubs im In- und Ausland. Danach zog sich Ira May zurück, um an ihrem zweiten Album zu arbeiten – wieder mit Produzent Shuko an ihrer Seite. Das Album Eye of the Beholder erschien am 23. September 2016.

## Diskografie
Alben
- 2014: The Spell
- 2016: Eye of the Beholder

Singles
- 2013: Let You Go
- 2013: Lonely
- 2014: Dynamite (Ira May, Noah Veraguth und Lo & Leduc)
- 2014: Pull the Trigger (Shuko, feat. Ira May & B-Real)
- 2016: Ram Pam Pam
- 2019: Cold